# Àrsaces I de Pàrtia
Àrsaces I (en grec antic Ἀρσάκης Arsákēs; en part: 𐭀𐭓𐭔𐭊 Aršak; en persa antic: اشک Ašk; en llatí Arsăcēs) va ser el cap del grup nòmada dels Parnes, d'origen escita o dahan, que vivia a l'est de la mar Càspia i rei de Pàrtia entre els anys 250 aC i 247 aC (o potser entre el 250 aC i el 214 aC).
Arrià diu que descendia de la dinastia aquemènida però això és difícil de comprovar i probablement és una tradició tardana. El que se sap és que formava part de la dinastia dels Arsàcides, a la que va donar nom, degut al prestigi que va adquirir consolidant el seu regne.
Buscant refugi al territori del rei de Bactriana Diòdot I, va envair la regió anomenada Pàrtia, que depenia de l'Imperi Selèucida, i cap a l'any 250 aC o el 249 aC va deposar el sàtrapa Andràgoras i es va apoderar del país. Va passar la resta del seu regnat consolidant el seu domini sobre els territoris conquerits i va aturar els intents dels selèucides per entrar a Pàrtia.
Segons Arrià va morir potser el 247 aC i el va succeir el seu germà Àrsaces II però els historiadors moderns pensen que aquest és una interposició inventada o errònia i que el germà mai no va existir. Àrsaces I hauria viscut fins al 214 aC quan el va succeir el seu fill Artaban I (Àrsaces II).